# Mecistocephalus benoiti
Mecistocephalus benoiti är en mångfotingart som beskrevs av Dobroruka 1958. Mecistocephalus benoiti ingår i släktet Mecistocephalus och familjen storhuvudjordkrypare.
Artens utbredningsområde är Kenya. Inga underarter finns listade i Catalogue of Life.